# Mustela nivalis aistoodonnivalis
Mustela nivalis aistoodonnivalis es una subespecie de  mamíferos carnívoros  de la familia Mustelidae subfamilia Mustelinae.

## Distribución geográfica
Se encuentra en la China: Sichuan.